# Apuleu Bàrbar
Luci Apuleu (en llatí Lucius Appuleius), conegut com a Apuleu Bàrbar (Appuleius Barbarus), va ser un botànic romà que va viure probablement al segle iv o més endavant.
De vegades se l'ha confós amb Luci Apuleu i amb Apuleu Cels, però la seva obra, titulada Herbarium de Medicaminibus Herbarum en 128 capítols, que consisteix en extractes de Plini i de Dioscòrides, és amb certesa més tardana que l'època en què van escriure els dos Apuleus citats.